# Бычий цепень
Бы́чий (невооружённый) цепень (солитёр) (лат. Taenia saginata, [syn.  Taeniarhynchus saginatus]) — вид паразитических ленточных червей семейства Тенииды.
Поражает крупный рогатый скот (личиночная стадия) и человека (ленточная стадия), вызывая у последнего тениаринхоз. Заражение бычьим цепнем особенно распространено в экваториальной Африке, Латинской Америке, на Филиппинах и в некоторых частях Восточной Европы.

## Особенности
Взрослая особь бычьего цепня состоит из примерно от 2 до 5 тысяч члеников и достигает 4—10 метров в длину:37. Длина зрелых проглоттид 16-30 мм, ширина — 5-7 мм. Сколекс снабжён 4 присосками без крючьев (поэтому и невооружённый):179.
Срок жизни бычьего цепня в кишечнике человека, если не предпринимать никаких мер по дегельминтизации, составляет 18-20 лет.
Тело цепня состоит из маленькой головки, короткой шейки и длинного лентовидного тела. На головке располагаются круглые мускулистые присоски, с помощью которых взрослый паразит прикрепляется к стенкам кишечника хозяина.

## Место и среда обитания
Среда обитания бычьего цепня — тонкая кишка человека и животного. В другом отделе кишечника паразит находиться не может. Промежуточным хозяином этого паразита должен быть крупный рогатый скот.

## Внутреннее строение

### Дыхание и пищеварение
Дыхательной и пищеварительной систем у бычьего цепня нет. Питательные вещества поглощаются всей поверхностью тела.

### Выделительная система
Выделительная система бычьего цепня образована каналами. Дистально в каждом членике лежит поперечный канал, а латерально, с двух сторон, лежат продольные собирательные каналы. Таким образом выделительная система червя представляет собой лестничную структуру. Каналы собираются вместе и открываются наружу.

### Нервная система
Нервная система бычьего цепня представлена головным нервным узлом, от которого отходят два нервных ствола с перемычками и нервы. Органы чувств отсутствуют.

## Размножение
Размножение у бычьего цепня половое. Оплодотворение или между члениками, или самооплодотворение. В каждом из срединных члеников имеются два яичника, множество семенников и матка, в которой развиваются оплодотворённые яйца, выходящие наружу с последним члеником цепня вместе с калом.

## Жизненный цикл
Из организма человека выходят зрелые проглоттиды, отрывающиеся от тела червя — стробилы. Попав вместе с калом во внешнюю среду, проглоттиды некоторое время ползают по почве, рассеивая яйца, в которых уже имеются инвазионные личинки. Яйца могут быть случайно проглочены крупным рогатым скотом. В кишечнике коров из яиц выходят шестикрючные личинки-онкосферы, которые пробуравливают стенку кишки и с потоком крови и лимфы разносятся по всему организму, в том числе в мышцы, где превращаются в финки (другое название — финны) типа цистицерков размером с горошину:38. Для продолжения жизненного цикла необходимо, чтобы заражённое мясо, сырое, или плохо прожаренное, или плохо проваренное, съел человек:38, который является единственным окончательным хозяином бычьего цепня. В тонкой кишке человека финны высвобождаются из мяса, их головки выворачиваются. Оставшийся на конце тела пузырь финны через некоторое время отваливается. Головка с шейкой начинают усиленно расти, продуцируя всё новые и новые проглоттиды, червь увеличивается в размерах, зрелые проглоттиды, набитые яйцами, постепенно отрываются и выводятся вместе с каловыми массами во внешнюю среду. 